# Rotores entrelazados

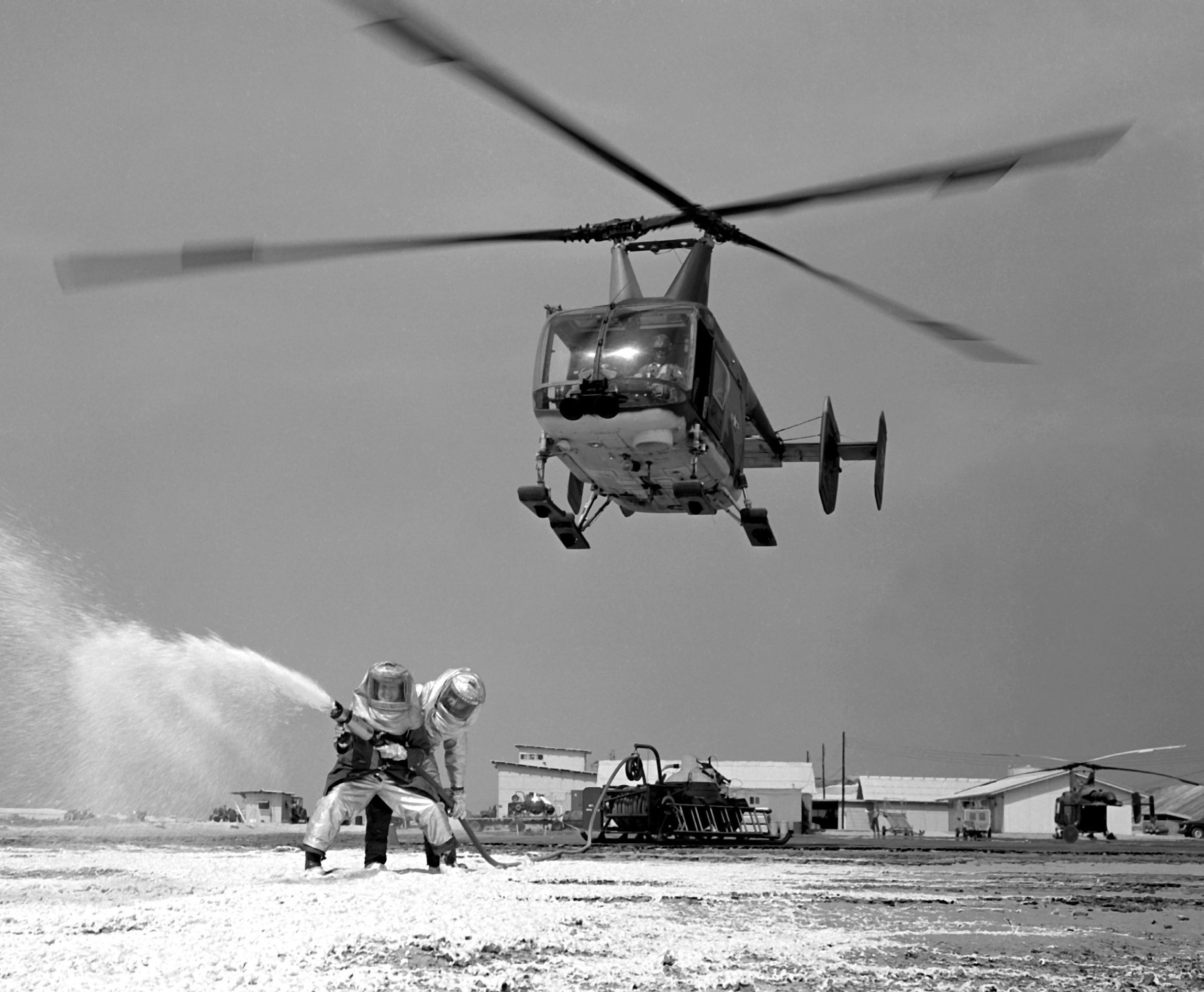
Un HH-43 Huskie, helicóptero de rotores entrecruzados.

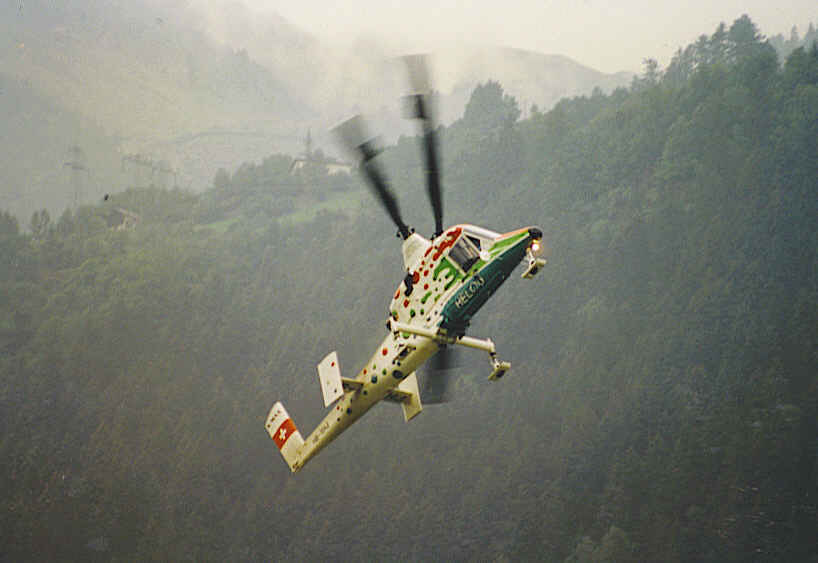
Un Kaman K-MAX.

Los rotores entrelazados, o rotores entrecruzados en un helicóptero son el conjunto de dos rotores girando en direcciones opuestas, con los mástiles de los rotores montados uno al lado del otro con un leve ángulo de inclinación entre los dos, de manera que las palas al girar se cruzan entre sí sin colisionar. Esta disposición permite que el helicóptero vuele sin necesidad de tener un rotor de cola. A veces esta configuración es llamada synchropter en inglés.
Esta disposición fue desarrollada durante la Segunda Guerra Mundial en Alemania por Anton Flettner para el pequeño helicóptero de guerra antisubmarina Flettner Fl 265 y posteriormente Flettner Fl 282 Kolibri. Después de finalizar la guerra, la compañía estadounidense Kaman Aircraft fabricó el HH-43 Huskie, para tareas de lucha contra incendios de la Fuerza Aérea de los Estados Unidos. Los helicópteros con rotores entrecruzados tienen una gran estabilidad y potente capacidad elevadora. El último modelo Kaman K-MAX es un helicóptero grúa usado en la construcción.